# Филипп Карагеоргиевич
Филипп Карагеоргиевич (серб. Филип Карађорђевић / Filip Karađorđević, родился 15 января 1982 года в Фэрфаксе) — член сербского королевского дома Карагеоргиевичей, принц Югославский.

## Биография
Сын югославского кронпринца Александра II Карагеоргиевича и принцессы Марии да Глории, герцогини Сегорбе. Является братом-близнецом принца Александра, второй в порядке наследования престола после старшего брата Петра; также входит в список лиц, которые могут унаследовать британский престол. Крёстные родители — королева Испании София, король Греции Константин II и герцогиня Калабрийская Анна.
Филипп жил в Виргинии до 1984 года. Учился вместе со своим братом в Лондоне и Кентербери. В июне 2000 года окончил школу Его Величества в Кентербери, получил степень бакалавра в Университетском колледже Лондона. Работает в иностранном финансовом учреждении Лондона. С 17 июля 2001 года проживает в Королевском дворце в Белграде вместе с семьёй.

### Личная жизнь
24 июля 2017 года было объявлено о помолвке принца Филиппа с Даницей Маринкович (род. 1986, Белград) — дизайнером, дочерью художника-импрессиониста Милана «Циле» Маринковича (род. 1947, Белград) и Бепы Маринкович. Даница — гражданка Франции, окончила Колледж искусств Челси в Лондоне.
7 октября 2017 года в соборе Святого Михаила Архангела в Белграде прошла свадьба принца Филиппа и Даницы Маринкович. Свидетелями на свадьбе были кронпринцесса Швеции Виктория и принц Пётр Карагеоргиевич, гостями также были королева Испании София и герцогиня Калабрийская Анна.
У пары 2 детей: принц Стефан (род. 25 февраля 2018) и принцесса Мария (род. 5 ноября 2023).

## Награды
- Большой крест ордена Святого князя Лазаря (дом Карагеоргиевичей)
- Большой крест ордена Святого Саввы (дом Карагеоргиевичей)
- Большой крест ордена Звезды Карагеоргия (дом Карагеоргиевичей)
- Большой крест ордена Белого орла (дом Карагеоргиевичей)
- Большой крест ордена Югославской короны (дом Карагеоргиевичей)
- Орден заслуг Звезды Либерлэнда